# Битолска адвентистка църква
Битолска адвентистка църква (на македонска литературна норма: Битолска адвентистичка црква) е църковна сграда в град Битоля, Северна Македония. Сградата е част от културното наследство на Северна Македония.

## Местоположение
Сградата е разположена в близост до Градската библиотека „Свети Климент Охридски“, на улица „Пеце Матичевски“ № 37.

## Описание
Сградата е построена в края на XIX век като жилищна в еклектичен неоренесансов и необароков стил. Тя е сред най-добрите архитектурни образци на Битоля.